# 神戸スカイブリッジ
神戸スカイブリッジ（こうべすかいぶりっじ）は、兵庫県神戸市中央区にあるポートアイランドと神戸空港間に架かる神戸新交通ポートアイランド線（通称ポートライナー）と道路との併用橋である。正式名称は神戸空港連絡橋で、神戸スカイブリッジは公募による愛称である。

## 概要
2006年（平成18年）2月2日に開通した大阪湾を渡る橋長1187.6mの橋梁であり、最大支間長160mの7径間連続鋼床版箱桁と2連のゲルバー単純鋼床版箱桁で構成されている。
本橋梁は、東側に片側1車線の車道と歩道が通っており、西側にポートライナーが通っている。なお、橋桁は道路とポートライナーでは別々だが、橋脚は共用している。ポートライナーは計算科学センター駅と神戸空港駅との間で本橋梁を渡る。
本橋梁の架設にあたっては、以下の工夫を行っている。
- 埋立地の地盤変位を考慮して、側径間にゲルバー単純鋼床版箱桁を採用。
- 道路橋と鉄道橋を連結・一括架設することにより、耐震性・耐風性の向上および工期の短縮、工費の削減を図る。
- 大地震を考慮し、両端部走行路におけるジョイントに大伸縮装置を設置。
- 上記に加え、可動沓・可動ゴム沓によるジョイント部での分散・吸収による列車の走行性・安全性を確保。